# Кошелевский (посёлок)
Кошелевский — упразднённый посёлок в Омутинском районе Тюменской области России. Входило в Шабановское сельское поселение.

## История
До 1917 года входил в состав Омутинской волости Ялуторовского уезда Тобольской губернии. По данным на 1926 год разъезд №30 состоял из 10 хозяйств. В административном отношении входил в состав Сорокинского сельсовета Новозаимского района Тюменского округа Уральской области.
Посёлок упразднён в октябре 2022 года в связи с прекращением его существования.

## Население
| 1989 | 2002 | 2010 |
| ---- | ---- | ---- |
| 33   | ↘16  | ↘0   |

По данным переписи 1926 года на разъезде проживало 36 человек (21 мужчина и 15 женщин), в том числе: русские составляли 100 % населения.
Согласно результатам переписи 2002 года, в национальной структуре населения русские составляли 94 % из 16 чел.